# Махир
Махир је назив за краткотрајну непризнату државу која је постојала на подручју северне Сомалије између 2007. и 2009. године. Главни град ове државе био је Бадхан, а држава се налазила на подручју око којег су се спориле државе Пунтленд и Сомалиленд. 2009. године је држава Махир укинута, а њена територија је прикључена држави Пунтленд.